# Cowboys and Angels
«Cowboys And Angels» (en español: «Vaqueros y Ángeles») es una canción escrita e interpretada por el cantante británico George Michael y publicada por Epic Records en 1991. Entre otras cosas, la canción se destaca por haber sido escrita en tiempo de vals.
Aunque fue aclamada por la crítica como una pieza poderosa y de melodía lenta, se convirtió en el primer y único sencillo (hasta el 2005), publicado por George en su carrera que no entró al Top 40 del UK singles chart. Alcanzó el #45 en marzo de 1991.
Las bajas ventas del sencillo no fueron una sorpresa para nadie. Fue el quinto sencillo publicado del álbum Listen Without Prejudice, Vol. 1. Cada sencillo había terminado en una posición más baja que su predecesor y Cowboys And Angels continuó con la espiral, aunque los otros cuatro entraron a los Top 40.
Cowboys And Angels fue también el sencillo más largo de Michael, con siete minutos y 14 segundos de duración.

## Sencillo
7" sencillo Epic 656774 7	1990
1. 	«Cowboys And Angels» (Edit)	4:34
2. 	«Something To Save»		3:18

## Posicionamiento
| Listas (1991) | Posición |
| ------------- | -------- |
| Francia       | 36       |
| Reino Unido   | 45       |